# Joe Spina
Joe Spina (né le 21 septembre 1946) est un homme politique provincial canadien de l'Ontario. Il représente les circonscriptions de Brampton-Nord et ensuite de Brampton-Centre à titre de député du Parti progressiste-conservateur de l'Ontario de 1995 à 2003.

## Biographie
Né à Sault-Sainte-Marie en Ontario, Spina étudie à l'Université de Windsor où il gradue en tant que bachelier en commercer en 1975. Il devient ensuite président et propriétaire d'Amplexus Communications de 1981 à 1995, tout en servant comme président de la chambre de commerce de Brampton de 1989 à 1990. Durant cette période, il est également président-fondateur de la Brampton and  Vaughan Santa Claus Parades.

## Politique
Faisant son entrée à l'Assemblée législative de l'Ontario à la suite des élections de 1995 dans Brampton-Nord, il défait le député sortant libéral Carman McClelland. Cette circonscription fait alors partie de la 905 belt, banlieue de Toronto ayant permis au tories ontariens d'avoir une base électorale forte durant cette période.
À deux occasions durant sa carrière de député, Spina attire la controverse en faisant des commentaires incendiaires et en chahutant des députés de l'opposition s'exprimant à l'Assemblée. Le 6 novembre 1996, pendant que Marilyn Churley discute d'un programme de petit-déjeuner dans les écoles, Spina hurle Why don't you go home and take care of your own kids? (Pourquoi ne retournez-vous pas à la maison prendre soin de nos enfants?) et le 18 novembre 1996, il chahute Gilles Bisson en lui disant Speak English! (Parles anglais!) alors que Bisson faisant un discours en français pour commémorer le 10e anniversaire de la Loi sur les services en français.
Augmentant sa marge de victoire en 1999, mais dans la nouvelle circonscription de Brampton-Centre en 1999, il obtient plus de 10 000 voix sur son plus proche rival. En 2000, il supporte la candidature de Stockwell Day pour devenir chef de l'Alliance canadienne, nouveau parti fédéral, lors du second tour. Durant sa carrière, Spina supporte les gouvernements Harris et Eves en tant que député d'arrière-ban et comme assistant parlementaire de six ministres. En 2001, il présente un projet de loi privé visant à sensibiliser le public aux cardiopathies congénitales. Lors de la course à la chefferie du Parti progressiste-conservateur de 2002, il supporte Tony Clement et ensuite Jim Flaherty. Néanmoins, la course est remportée par Ernie Eves.
Défait en 2003, il tente un retour en politique, mais fédérale cette fois, lors des élections fédérales de 2004 à titre de candidat conservateur de Vaughan. Le député libéral sortant, Maurizio Bevilacqua, remporte facilement l'élection.